# Scopulariopsis hibernica
Scopulariopsis hibernica är en svampart som beskrevs av A. Mangan 1965. Scopulariopsis hibernica ingår i släktet Scopulariopsis och familjen Microascaceae.   Inga underarter finns listade i Catalogue of Life.